# Oļegs Meļehs
Oļegs Meļehs, né le 24 mars 1982 à Riga, est un coureur cycliste letton.

## Palmarès
- 2003
  - 3e du championnat de Lettonie sur route
- 2004
  -  Champion de Lettonie sur route
  -  Champion de Lettonie du contre-la-montre
- 2005
  - 2e du championnat de Lettonie du contre-la-montre
- 2006
  - 2e du championnat de Lettonie sur route
  - 2e du championnat de Lettonie du contre-la-montre
- 2007
  - 2e du championnat de Lettonie sur route
  - 2e du championnat de Lettonie du contre-la-montre
  - 3e de la Flèche flamande
- 2008
  - Grand Prix de Moscou 
  - 2e du championnat de Lettonie du contre-la-montre
- 2009
  -  Champion de Lettonie sur route

## Classements mondiaux
| Année           | 2005 | 2006 | 2007 | 2008 | 2009 | 2010 | 2011  | 2012  |
| --------------- | ---- | ---- | ---- | ---- | ---- | ---- | ----- | ----- |
| UCI Europe Tour | 391e | 260e | 313e | 352e | 589e |      | 1164e | 1097e |